# Casas de Cabanes y Las Fuentes
Casas de Cabanes y Las Fuentes son dos partidas rurales de Villena (Alicante, España), situadas al noroeste de su término municipal. Se encuentran al noroeste del casco urbano, al oeste de la autovía A-31 y cerca de la carretera de Caudete, enfrente del Cabezo Redondo. Están compuestas por una serie de casas dispersas. Su población censada en 2015 era de 119 habitantes (INE), cifra que casi se ha duplicado en 10 años ya que las partidas están prácticamente colindantes con el casco de la ciudad. En sus cercanías de halla el yacimiento de Casa de Lara.

## Demografía
| Población | 72 | 68 | 70 | 81 | 91 | 97 | 102 | 111 | 113 | 118 |